# Tanytarsus communis
Tanytarsus communis är en tvåvingeart som beskrevs av Frederick Askew Skuse 1889. Tanytarsus communis ingår i släktet Tanytarsus och familjen fjädermyggor. Inga underarter finns listade i Catalogue of Life.